# Roeland Pruijssers
Roeland Pruijssers (ur. 16 sierpnia 1989 w Hendrik-Ido-Ambacht) – holenderski szachista, arcymistrz od 2012 roku.

## Kariera szachowa
Pierwsze międzynarodowe sukcesy odniósł w 2005 r., zdobywając dwie normy na tytuł mistrza międzynarodowego: w Dieren oraz w Groningen (II m. (za Sipke Ernstem). W 2006 r. ponownie zajął za Sipke Ernstem II m. Groningen, wypełniając trzecią normę na tytuł mistrza międzynarodowego. W 2007 r. podzielił IV-VI m. w rozegranych w Antalyi mistrzostwach świata juniorów do 18 lat. W 2008 r. odniósł kolejne sukcesy: zdobył tytuł mistrza Holandii juniorów do 20 lat oraz podzielił I m. (wspólnie z Erikiem van den Doelem) w otwartym turnieju w Lejdzie. W 2009 r. zajął II m. (za Jewgienijem Romanowem) w kołowym turnieju w Apoldzie. Na przełomie 2010 i 2011 r. wypełnił arcymistrzowską normę, w rozgrywkach niemieckiej Bundesligi, natomiast w 2011 r. wypełnił dwie arcymistrzowie normy, podczas turniejów w Amsterdamie (w turnieju tym podzielił I miejsce, wspólnie z m.in. Alexem Lendermanem i Nikola Sedlakiem) oraz Rogaškiej Slatinie (klubowy Puchar Europy). 
Najwyższy ranking w dotychczasowej karierze osiągnął 1 kwietnia 2022 r., z wynikiem 2572 punktów.